# Посохов, Андрей Андреевич
Андрей Андреевич Посохов (1872, Одесса, Российская империя — 1931, Вильжюиф, Франция) — генерал-майор русской армии, участник русско-японской войны, Первой мировой войны и Гражданской войны в России.
Брат контр-адмирала С. А. Посохова.

## Биография
Родился 5 октября 1872 года[по какому календарю?] в семье выходцев из донских казаков и херсонских дворян, переехавших в Одессу. Отцом Андрея был почётный гражданин, купец Андрей Михайлович Посохов. В семье воспитывались четверо мальчиков, среди них, Сергей, Андрей, Иван и две девочки: Александра и Екатерина.
В 1891 году он окончил Александровский кадетский корпус. В службу вступил в 1893 году юнкером рядового звания в Павловское военное училище. 7 августа 1893 года выпущен подпоручиком в л-гв. Московский полк. С 7 августа 1897 года — поручик гвардии.
В 1899 году окончил Академию Генерального штаба. Штабс-капитан гвардии с переименованием в капитаны Генерального штаба (ст. 02.06.1899). Состоял при Кавказском военном округе. Старший адъютант штаба 39-й пехотной дивизии 1-го Кавказского армейского корпуса (13.01.-16.03.1900). Помощник старшего адъютанта штаба Кавказского ВО (16.03.1900-31.01.1904). С 19 октября 1901 по 19 октября 1902 года отбывал цензовое командование ротой в 4-м Кавказском стрелковом батальоне.
С 28 марта 1904 года — подполковник. С 17 сентября 1905 года по 10 мая 1906 года — начальник штаба Сибирской казачьей дивизии, затем — до 30 сентября 1907 года был начальником строевого отделения штаба Новогеоргиевской крепости. 3 ноября 1906 года был удостоен золотого оружия «За храбрость».
Полковник (ст. 23.02.1907; за боевое отличие). С 30 сентября 1907 года по 6 июля 1910 года — начальник штаба 28-й пехотной дивизии 20-го армейского корпуса. Цензовое командование батальоном отбывал в 110-м пехотном Камском полку (24.05—24.09.1908).
C 6 июля 1910 года по 8 февраля 1913 года был начальником штаба 1-й Финляндской стрелковой бригады 22-го армейского корпуса. С 8 февраля 1913 года — командир Печорского 92-го пехотного полка 23-й пехотной дивизии. 28 августа 1914 года произведён в генерал-майоры.
С 24 октября 1915 года по 3 января 1917 года состоял генерал-квартирмейстером 3-й армии. С 9 апреля 1917 года — исправляющий должность начальника штаба 12-й армии. Участник Рижской операции 1917 года.
Во время Гражданской войны находился в Вооружённых силах Юга России. 22 февраля 1920 года эвакуирован из Новороссийска в Константинополь, откуда уехал во Францию.
Был женат, имел двух сыновей.
Умер 19 апреля 1931 года в Вильжюифе (департамент Валь-де-Марн, Франция). Похоронен на кладбище Сент-Женевьев-де-Буа.

## Награды
- орден Святого Станислава 3-й ст. (1901);
- орден Святого Владимира 4-й ст. с мечами и бантом (1904);
- орден Святой Анны 3-й ст. с мечами и бантом (1905);
- орден Святого Станислава 2-й ст. с мечами (1905);
- орден Святой Анны 2-й ст. с мечами (1905);
- Золотое оружие «За храбрость» (1906);
- орден Святого Владимира 3-й ст. (06.12.1911; мечи к ордену — ВП 12.01.1915);
- орден Святого Станислава 1-й ст. с мечами (ВП 02.03.1915);
- орден Святой Анны 1-й ст. (06.12.1915).